# Антонов, Григорий Сергеевич
Григорий Сергеевич Антонов (1900—1974) — советский военный. Герой Советского Союза (1944). Гвардии полковник.

## Биография
Родился 23 января (11 января — по старому стилю) 1900 года в деревне Окорокова Одоевского уезда Тульской губернии (ныне деревня Окороково Одоевского района Тульской области) в крестьянской семье. Русский. Образование среднее.
В 1919 году вступил в ряды РККА (с 05.05.1919 года) и сражался за Советскую власть на заключительном этапе Гражданской войны. В 1927 году стал членом ВКП(б). До начала Великой Отечественной войны служил на разных офицерских должностях в Красной Армии. В ноябре 1938 года будучи полковником назначен командиром 61-го стрелкового полка 45-й стрелковой дивизии 5-й армии РККА. В сентябре 1939 года участвовал в походе в Западную Украину в составе Украинского фронта. Перед войной полк дислоцировался в Любомле.
В бои с немецко-фашистскими войсками его 61-й стрелковый полк вступил 22 июня 1941 года и отличился уже в первые часы войны. Укомплектованный на 62—68 % стрелковый полк атаковал превосходившие его по численности и вооружению части немецкой 56-й пехотной дивизии и отбросил их к государственной границе СССР. Но это был только локальный успех Красной Армии. Во время отступления советских войск к Киеву был тяжело ранен.
В конце августа 1941 года, ещё не вполне оправившийся от контузии, выписался из госпиталя. Командованием была поставлена задача по скорейшей организации подготовки кадров для действующей армии. Был назначен начальником штаба 12-й запасной пехотной дивизии, формировавшейся в Башкирии, на базе которой осуществлялось обучение сержантского и офицерского состава.
Когда 3 марта 1942 года было создано Саранское пехотное училище, был назначен его начальником. С марта 1942 по август 1943 года в училище было подготовлено 2459 офицеров и 5060 человек сержантского и рядового состава. В августе 1943 года с последними выпускниками училища ушёл на фронт.
Получил назначение в 62-ю гвардейскую стрелковую дивизию 37-й армии Степного фронта, где стал командиром 182-го гвардейского стрелкового полка. Участвовал в заключительной фазе Белгородско-Харьковской операции. Особо отличился в битве за Днепр. 28 сентября 1943 года войска Степного фронта вышли к Днепру южнее города Кременчуг. 182-й гвардейский стрелковый полк одним из первых форсировал реку и захватил плацдарм на рубеже Мишурин Рог — Куцеволовка. Пятнадцать суток гвардейцы отбивали яростные контратаки противника, а 15 октября 1943 года перешли в наступление и прорвали оборону противника.
Указом Президиума Верховного Совета СССР «О присвоении звания Героя Советского Союза офицерскому, сержантскому и рядовому составу Красной Армии» от 22 февраля 1944 года за «образцовое выполнение боевых заданий командования при форсировании реки Днепр, развитие боевых успехов на правом берегу реки и проявленные при этом отвагу и геройство» удостоен звания Героя Советского Союза с вручением ордена Ленина и медали «Золотая Звезда».
В конце 1943 года был серьёзно ранен и о награждении узнал в госпитале. На фронт вернулся весной 1944 года и служил до конца войны штабным офицером 37-й армии.
После войны продолжил службу в армии на различных штабных должностях Киевского военного округа. В 1952 году вышел в отставку и поселился в Одессе.
Умер 17 декабря 1974 года. Похоронен на 2-м Христианском кладбище Одессы.

## Награды
- Медаль «Золотая Звезда» (22.02.1944)
- два ордена Ленина (22.02.1944, 21.02.1945[4])
- три ордена Красного Знамени — (03.11.1944[4], 20.06.1949[4], 28.10.1967[5])
- Медали, в том числе: медаль 20 лет РККА[6]

## Память
- Его имя увековечено на Стене Героев на Театральной площади города Одессы.

## Документы
- Общедоступный электронный банк документов «Подвиг Народа в Великой Отечественной войне 1941—1945 гг.» Архивировано 13 марта 2012 года. № в базе данных 150001179. Архивировано 12 мая 2013 года.